# Taranis morchii
Taranis morchii är en snäckart som först beskrevs av Malm 1861.  Taranis morchii ingår i släktet Taranis och familjen kägelsnäckor. Inga underarter finns listade i Catalogue of Life.